# Castell de Ribatallada
El Mas de Ribatallada, anomenat i documentat també com a castell, és ubicat al municipi de Castellar del Vallès, al Vallès Occidental. A la base del turó costerut, on es dreça la masia, hi ha la confluència dels torrents de Gotelles i el Gran de Can Font, que formen just aquí l'anomenat torrent de Ribatallada, afluent pel marge dret del riu Ripoll. Ben a prop hi ha el pou de glaç de Ribatallada.

## Descripció
L'antic castell actualment és un mas mig enrunat situat al capdamunt d'un turó proper a Sant Julià d'Altura.
L'actual mas de Ribatallada mostra poques estructures que l'identifiquin amb l'antic «castrum de Ripa incisa». La seva planta irregular, resultat de la seva adaptació al petit terreny més o menys pla del cim i a successives ampliacions, mostra un seguit d'estructures que van des del segle xvi al xix. Només a la part nord-oest queden restes d'un mur atalussat que recobreix el marge del turó per aquest costat i que podrien ser d'un pany de muralla de l'antic castell. Aquest mur té un aparell de pedres rodades, de mida mitjana i amb la cara desbastada, que han estat col·locades en filades regulars força uniformes. Tanmateix, s'ha de tenir en compte que aquest tipus d'aparell pot comprendre una cronologia bastant dilatada, la qual pot anar des dels segles ix o x fins al segle xv.

## Història
El castell de Ribatallada apareix documentat per primera vegada l'any 1136, quan el comte de Barcelona Ramon Berenguer IV donà en feu al senescal Guillem Ramon diversos castells, entre els quals hi havia aquest. En fer testament, el 1173, Guillem Ramon deixà aquest castell al seu fill. El 1202 el rei Pere I concedeix a Guillem Ramon fill totes les fortaleses que el seu pare, com a feudatari seu, tenia al Vallès, una de les quals era Ribatallada. Els Montcada van ser els propietaris de la fortalesa fins al 1310, després passà als Clasqueri. Al segle xiv n'eren propietaris la família Togores, els quals l'aconseguiren segurament el 1349 quan, mitjançant una carta de gràcia, el rei Joan els transferí diversos drets jurisdiccionals sobre Castellar del Vallès. A finals del segle xv, el llinatge dels Togores s'extingí.